# 一把一把捞
一把一把捞是一个网络购物平台，于2015年成立，企业可在该平台开设网络店铺。网站初期是一个B2B电商平台，2019年6月转型为B2C商城。
成立初期，一把一把捞是一个专注传统企业采购与批发的B2B交易平台，后转型为B2C平台。
2015年2月，一把一把捞香港分公司成立。2019年3月，一把一把捞香港站开始正式运营。
根据Alexa Internet的数据，截至2019年8月26日，一把一把捞在全球排名第4,373位，在中国大陆排在第265位。